# Stroboscoop

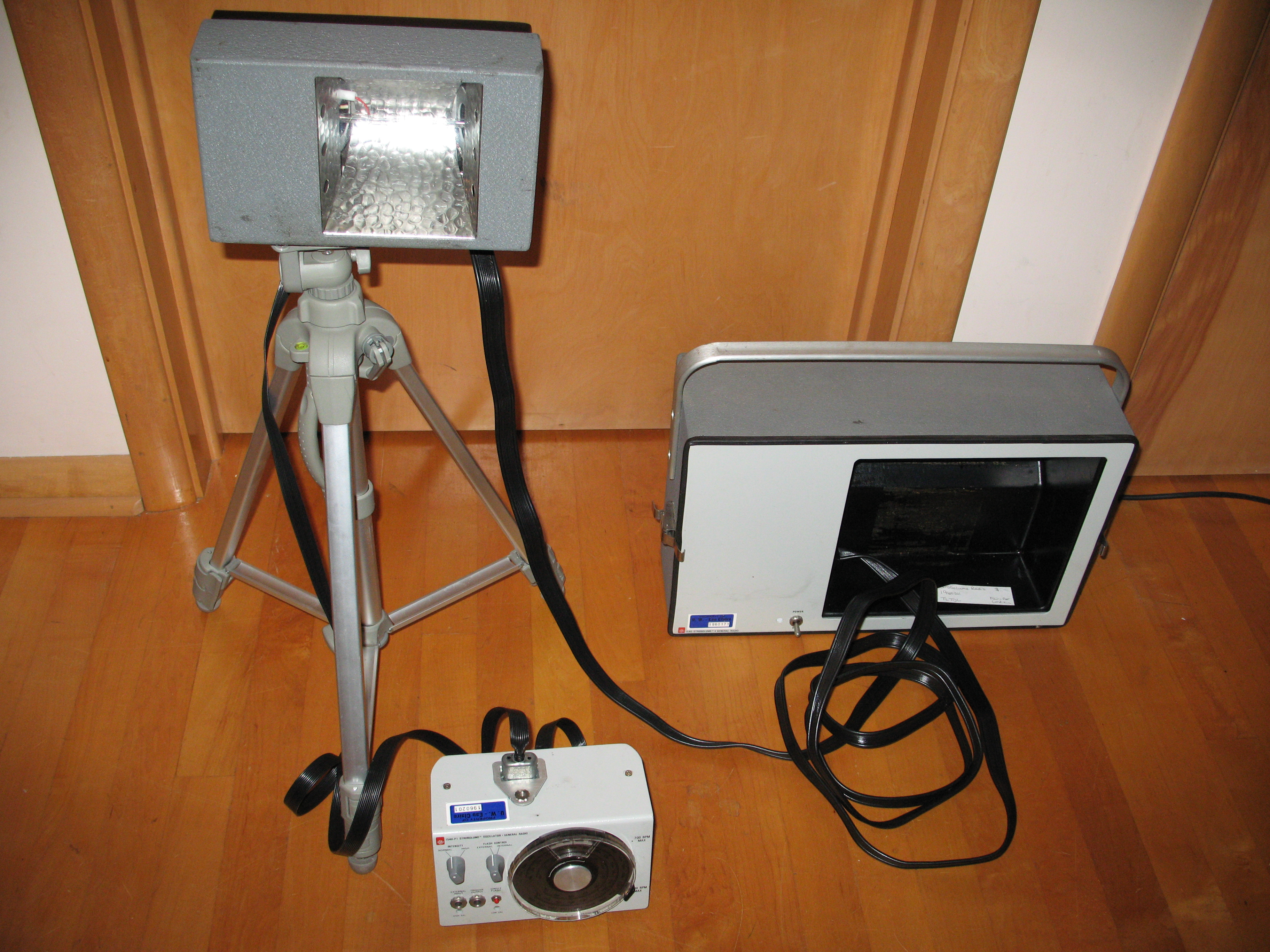
1540 Strobolume, een professionele stroboscoop van General Radio

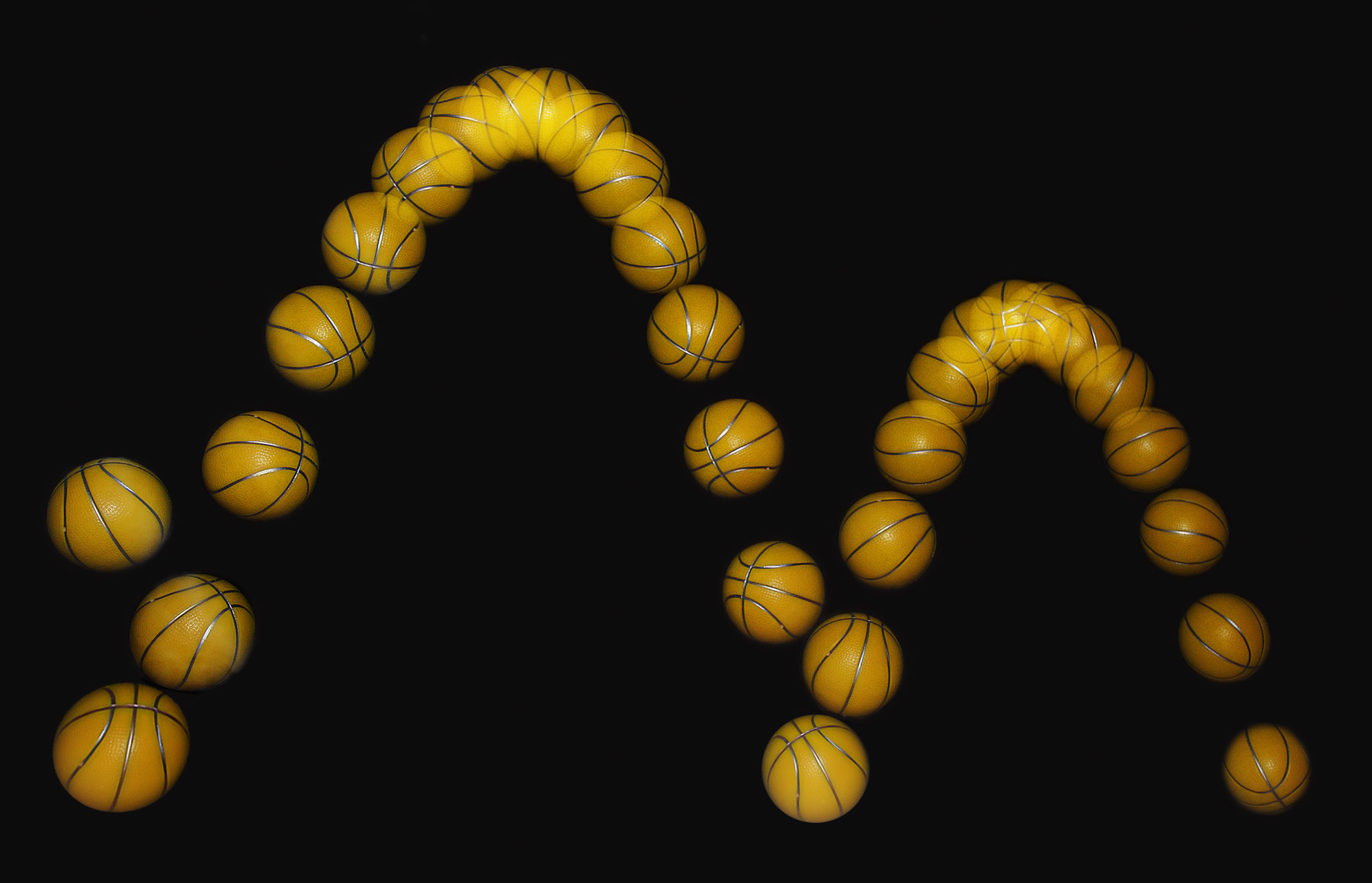
Een stuiterende bal gefotografeerd met een stroboscopische flits met 25 flitsen per seconde

Een stroboscoop (van de Griekse woorden strobos, 'rondwerveling', en skopein, 'kijken') is een optisch instrument waarmee de beweging van een object schijnbaar kan worden stilgezet. Het effect ontstaat door de waarneming van het object slechts kortstondig toe te staan, steeds als het object zich in dezelfde positie bevindt. Het oog mist de andere posities, waardoor de illusie van stilstand ontstaat. Harold Edgerton heeft een belangrijke bijdrage geleverd aan de ontwikkeling van de stroboscoop.
Een stroboscoop kan worden gebruikt om onderzoek te doen aan roterende objecten. Door de waarnemingsfrequentie af te stemmen op de rotatiesnelheid lijkt het object stil te staan of slechts langzaam te bewegen. Dit effect is een vorm van aliasing. 
Een eenvoudige stroboscoop bestaat uit een roterende schijf waarin op regelmatige afstanden gaten zijn gemaakt waardoor het object bekeken wordt. Moderne stroboscopen zijn uitgevoerd met een repeterend flitslicht of een hoge-snelheidscamera. Bij platenspelers was vaak een geblokte cirkel op de rand van de draaitafel aangebracht, die als hij door de lichtnetfrequentie belicht werd, stil moest lijken te staan. Een bekende proef is het stroboscopisch belichten van een druppelende kraan, zodat het lijkt of de druppel zweeft of zelfs weer terugkeert in de kraan. Andere voorbeelden van bewegende zaken die zo schijnbaar kunnen worden 'stilgezet' zijn: een ventilator, een slinger, een fietswiel enzovoort. Stroboscopen worden vaak gebruikt in discotheken, waar ze een effect creëren waardoor dansende mensen kortstondig stil lijken te staan. Ook op kermissen zijn stroboscopen veelvuldig te zien, met name bij Breakdance-attracties. In het donker wekken ze de illusie dat de snel draaiende karretjes van deze attracties af en toe stil blijven staan.
Het licht van een stroboscoop wordt meestal gemaakt door een xenonbuis, een flitsbuis die in elektronenflitsers van fotocamera's wordt gebruikt. Een hoge spanningspiek (4 - 6 kV) ontsteekt het edelgas en laat het kortstondig fel oplichten gedurende het ontladen van een condensator die tot een lagere spanning (100 - 350 V) was opgeladen. Door de relatief korte duur van de flits kan de frequentie van de flitsen tot boven de 100 Hz worden opgevoerd. Met hogere frequentie kunnen snellere effecten worden 'stilgezet'. Tegenwoordig wordt er steeds meer gebruikgemaakt van ledflitsers waarmee nog hogere frequenties kunnen worden opgewekt.

## Gevaren
Een stroboscoop kan bij mensen die aan fotogevoelige epilepsie lijden een insult veroorzaken.
Als een onderdeel van een machine met dezelfde frequentie als de knipperfrequentie van het licht (of een veelvoud daarvan) beweegt, wordt het steeds in dezelfde stand belicht en lijkt het net alsof de machine stilstaat. Dit kan tot ernstige ongelukken leiden als een toeschouwer met die illusie de machine benadert.

## Nachtelijke bliksemontladingen
Een zwarte schijf met een radiaal geplaatste witte lijn (vanaf het centrum van de schijf tot aan de rand) kan, tijdens het snel ronddraaien ervan, het aantal ontladingen laten zien in een bliksem.